# 金哲 (军事人物)
金哲（韓語：김철，？—2012年1月），朝鮮民主主義人民共和國人民武力部副部長，由於在金正日弔唁期間飲酒作樂，被指極為不忠，而被金正恩下令處死。2012年3月《朝鮮日報》引述消息指，金哲並不是被槍決，而是被迫擊炮炸至粉身碎骨。輿論皆認為金正恩手段殘暴。然而，雜誌《外交政策》質疑該消息來源，並認為報導有所誇大。

## 相关人物
- 柳京﹕被99發子彈槍決的朝鮮人民軍上將。

## 資料來源
1. ↑  "弔唁金正日飲酒有罪　清算黨政軍鞏權 金正恩迫擊炮處決軍官" 《蘋果日報》 26 10 2012
2. ↑  "金正恩露出殘暴一面：用迫擊炮處決軍官" 《阿波羅新聞》 26 10 2012
3. ↑  "Was a North Korean General Really Executed by Mortar Fire?" 《Foreign Policy》 31 10 2012